# V. Bahrám szászánida király
V. Bahrám (391 – 439. június 20.) I. Jazdagird fia, a Szászánida Birodalom királya 421-439 között. Egyike a legismertebb szászánida királyoknak, számos mítosz hőse, mely mítoszok a szászánidák bukása után az araboknál is továbbéltek. V. Bahrám apja hirtelen halála (vagy meggyilkolása) után került trónra. Trónra kerülésekor szembe kellett néznie az ellenzéki nemességgel, amelyet az arab al-Hirah dinasztiából származó al-Mundhir támogatott. V.Bahram anyja, Sosandukht, zsidó száműzöttek lánya volt. 427-ben V. Bahram döntő győzelmet aratott a heftaliták felett, kiterjesztve ezzel befolyását Közép-Ázsiára, ahol évszázadokig továbbélt a Buharában (a mai Üzbegisztán) vert pénzérméken. V. Bahrám szintén legyőzte a lázadó örmény királyt, provinciává alakítva Arméniát.
V. Bahrám példaképpé vált a perzsa hagyományban, sok történet szól erényességéről és szépségéről, rómaiak, törökök, hinduk és etiópok felett aratott győzelmeiről, illetve vadászkalandjairól és szerelmi életéről. Elnevezték Bahram-e-Gurnak (Gur perzsául onagert jelent) vadászszenvedélye miatt (különösen vadszamárra, azaz onagerre szeretett vadászni). V. Bahrám vált példázatává az aranykor csúcspontján lévő uralkodónak. Testvérével vitába szállva szerezte meg a trónt, és bár sok időt töltött a külső ellenségekkel való csatározásokra, imádott vadászni és ünnepségeket szervezni híres udvarhölgyeivel teli királyi udvarában. Megszemélyesítette a sikeres uralkodót. Uralkodása alatt íródtak a szászánida irodalom remekművei, jeles zeneművei, és olyan sportok váltak kedvenc szabadidős elfoglaltsággá, mint a póló, mely még ma is él egyes királyságokban.

## Fordítás
- Ez a szócikk részben vagy egészben  az   Imperio Sasánida című spanyol Wikipédia-szócikk fordításán alapul.  Az eredeti cikk szerkesztőit annak laptörténete sorolja fel. Ez a jelzés csupán a megfogalmazás eredetét és a szerzői jogokat jelzi, nem szolgál a cikkben szereplő információk forrásmegjelöléseként.